# Syndicat national de l’édition phonographique
Syndicat national de l’édition phonographique (SNEP) – francuskie stowarzyszenie producentów fonogramów i wideogramów. Jego główne zadanie to reprezentowanie producentów oraz zwalczanie praktyk piractwa fonograficznego. Organizacja zajmuje się również przyznawaniem certyfikatów sprzedaży, tj. srebrnych, złotych, platynowych i diamentowych płyt. SNEP prowadzi również cotygodniową listę najpopularniejszych wydawnictw we Francji.
SNEP jest Grupą Krajową Międzynarodowej Federacji Przemysłu Fonograficznego (IFPI), która zrzesza i reprezentuje światowy przemysł muzyczny.